# Stjepan Filipović

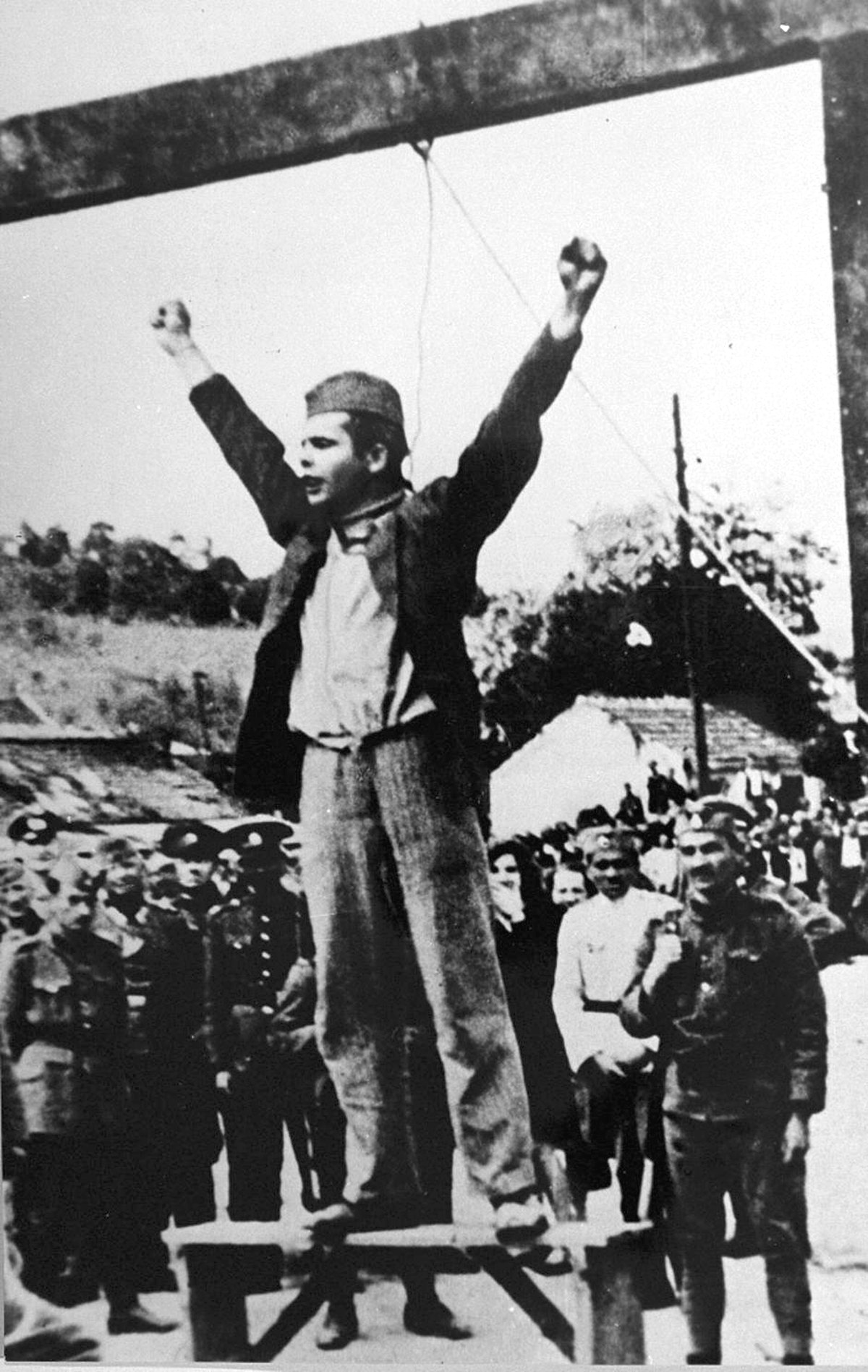
Stjepan Filipović kurz vor seiner Hinrichtung durch eine Einheit der Serbischen Staatswache. Aufnahme von Slobodanka Vasić.

Stjepan Filipović (* 27. Januar 1916 in Opuzen, Österreich-Ungarn; † 22. Mai 1942 in Valjevo) war ein jugoslawischer Kommunist und Widerstandskämpfer. Filipović wurde während des Zweiten Weltkriegs hingerichtet und posthum zum „Volkshelden Jugoslawiens“ erklärt.

## Leben
Filipović war Kroate und wurde als zweites von fünf Kindern des Anton und der Ivka Filipović aus dem dalmatinischen Opuzen geboren. Vor dem Ausbruch des Zweiten Weltkrieges lebte er in Mostar und Kragujevac. 
Im Königreich Jugoslawien schloss sich Filipović im Jahr 1937 der Arbeiterbewegung an, wurde 1939 verhaftet und zu einem Jahr Gefängnis verurteilt. 1940 wurde er Mitglied der Kommunistischen Partei Jugoslawiens. 
Nach dem Balkanfeldzug der deutschen Wehrmacht und der Zerschlagung Jugoslawiens im Jahr 1941 begab sich Filipović in das von einer Kollaborationsregierung geführte Serbien, um den kommunistischen Aufstand zu unterstützen. Filipović war Kommandant der Partisaneneinheit Tamnavsko-Kolubarski in Valjevo. In der Nacht vom 23. auf den 24. Dezember 1941 wurde er in Trbosilju von regierungstreuen Tschetniks festgenommen. Nach Folterungen kam er in ein serbisches Gefangenenlager in Šabac. 
Filipović wurde zum Tode durch Hängen verurteilt, dessen Vollstreckung für den 22. Mai 1942 anberaumt wurde. Als die Schlinge um seinen Hals gelegt wurde, hob er seine Arme und rief: „Smrt fašizmu, sloboda narodu!“ (Tod dem Faschismus, Freiheit für das Volk!) Er appellierte an die Jugoslawen zum Widerstand. In diesem Augenblick entstand eine berühmte Fotografie, die das Vorbild für eine Statue lieferte.

## Gedenken

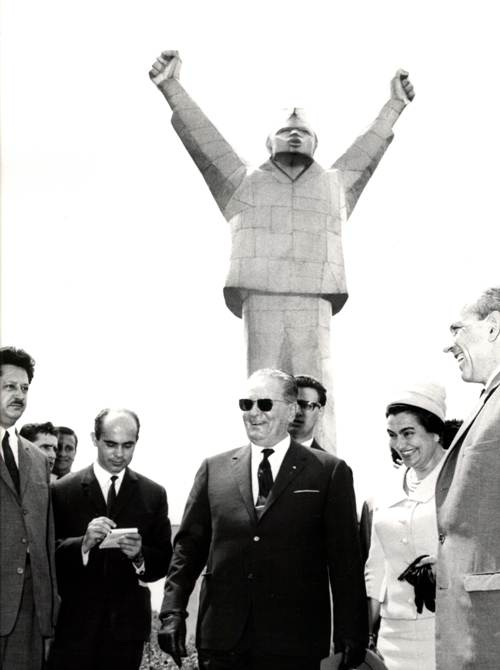
Josip Broz Tito mit Ehefrau Jovanka 1967 beim Besuch des Denkmals für Filipović auf dem Berg Vidrak südlich von Valjevo (Vojin Bakić, 1960)

Filipović wurde am 14. Dezember 1949 zum Nationalhelden Jugoslawiens erklärt. Die Stadt Valjevo widmete ihm eine Statue. In seiner Heimatstadt Opuzen wurde ebenfalls ein ihm zu Ehren errichtetes Monument im Jahr 1968 errichtet, welches jedoch 1991 zerstört wurde.